# Owj
Owj (persiska: اوج) är en ort i Iran.   Den ligger i provinsen Khorasan, i den östra delen av landet, 800 km öster om huvudstaden Teheran. Owj ligger 1 722 meter över havet och antalet invånare är 345.
Terrängen runt Owj är kuperad åt nordost, men åt sydväst är den platt. Runt Owj är det glesbefolkat, med 12 invånare per kvadratkilometer. Närmaste större samhälle är Khoshk, 18,0 km nordost om Owj. Omgivningarna runt Owj är i huvudsak ett öppet busklandskap.